# Handisam
Myndigheten för handikappolitisk samordning (Handisam) var en svensk statlig  myndighet, som existerade mellan den 1 januari 2006 och den 30 april 2014.  
Handisams uppdrag var att samordna och driva på politik beträffande funktionshinder. Den inbegrep den tidigare myndigheten Handikappombudsmannen och en del av den tidigare myndigheten Statens institut för särskilt utbildningsstöd. 
Delar av Handisams verksamhet fördes över på den nybildade Myndigheten för delaktighet,

## Källförteckning
1. ↑  http://riksdagen.se/webbnav/index.aspx?nid=10&dok_id=DIR2005:58